# Чарлс Кетер
Чарлс Ендру Кетер (енгл. Charles Andrew Cather; Гринап, 7. новембар 1976) амерички je блогер и Јутјубер.

## Биографија
Чарлс Кетер рођен је 7. новембра 1976. године у Гринапу у америчкој савезној држави Илиноис. Дипломирао је економију на Универзитету Илиноис.
До 2010. године радио је као менаџер продаје за Форд мотор компанију у Чикагу, Мајамију и Чарлстону. Кетер је постао познат када је оставио свој посао у Америци и посетио Србију и заволео земљу и народ. Тренирао је Бејзбол клуб „Граднулица Бечкерек” у Зрењанину. Јула 2013. године почео је да ради као економ и координатор развоја Српског лакрос савеза. Предаје енглески језик средњошколцима и студентима широм Србије и повремено ради као добровољни ватрогасац у Нишу.
Живи и ради у Србији сваке године од октобра до маја. Од јуна 2020. године је држављанин Србије.